# Исетское (Тюменская область)
Исе́тское (также Исе́тск) — село в Тюменской области, центр Исетского района

## География
Село находится в юго-западной части Тюменской области, в пределах юго-западной части Западно-Сибирской низменности, в подзоне северной лесостепи, на левом берегу реки Исети, возле озера Теренкуль. Расстояние  до города Тюмени 72 км. Абсолютная высота — 65 метра над уровнем моря.
Отметка нуля водомерного поста реки Исеть в селе Исетском - 57,98 м (над уровнем моря).

### Климат
Климат континентальный с холодной зимой и жарким непродолжительным летом. Продолжительность солнечного сияния — 2076 часов в год. Безморозный период длится в среднем 191 день. Среднегодовое количество осадков — 374 мм, из которых около 304 мм выпадает в период с апреля по октябрь. Продолжительность периода с устойчивым снежным покровом — 150 дней.

## Административно-территориальное деление
- 1650 Сибирская губерния, Тобольский уезд. Конный казак Давыд Андреев основал Исетский острог [4].
- 1720 Сибирская губерния, Исетский дистрикт, Исетский острог[5].
- 13(24).08.1737 Сибирская губерния, Тобольский уезд, Исетская провинция, Исетский дистрикт, Исетский острог[5].
- 1744 Оренбургская губерния, Исетская провинция, Исетский дистрикт, Исетский острог[5].
- 1782 Тобольское наместничество, Ялуторовский уезд, пригород Исетский[5].
- 1795 Тобольское наместничество, Ялуторовский округ, Исетская волость, пригород Исетский [5].
- 1796 Тобольская губерния, Ялуторовский округ, Исетская волость, пригород Исетский [5].
- 1798 Тобольская губерния, Ялуторовский уезд, Исетская волость, пригород Исетский [5].
- 1802 Тобольская губерния, Ялуторовский уезд, Исетская волость, село Исетское [5].
- 1919 Тюменская губерния, Ялуторовский уезд, Исетская волость, Исетский сельский совет, село Исетское[5].
- 03.11.1923 Уральская область (РСФСР), Тюменский округ, Исетский район, Исетский сельский совет, село Исетское[5].
- 17.01.1934 Уральская область (РСФСР), Исетский район, Исетский сельский совет, село Исетское [5].
- 07.12 1934 Омская область, Исетский район, Исетский сельский совет, село Исетское.
- 06.02.1943 Курганская область, Исетский район, Исетский сельский совет, село Исетское[5].
- 14.08.1944 Тюменская область, Исетский район, Исетский сельский совет, село Исетское[5].
- 17.06.1954 Тюменская область, Исетский район, Теренкульский сельский совет, село Исетское[5].
- 08.12.1960 Тюменская область, Исетский район, Исетский сельский совет, село Исетское[5].
- 01.02.1963 Тюменская область, Ялуторовский район, Исетский сельский совет, село Исетское[5].
- 30.12.1966 Тюменская область, Исетский район, Исетский сельский совет, село Исетское[5].
- 05.11.2004 Тюменская область, Исетский район, Исетское сельское поселение, село Исетское[5].

### История
Для ограждения Тюменского уезда от кочевавших поблизости калмыков и Кучумовых царевичей по указу царя Алексея Михайловича Романова был построен Исетский острог в 1650 году. Отписка Тобольского воеводы Шереметьева  Верхотурскому воеводе Всеволожскому, о построении нового Красноборского острога на реке Исети и призыва туда на поселение гулящих людей. 
Господину Рафу Родионовичу Василий Шереметов бьёт челом.  В нынешнем во 158 году (1650) по Государеву Цареву и Великого Князя Алексея Михайловича всея Руси указу; велено Исетцкому конному казаку Давыдку Ондрееву Тоболского разряду в пашенных городах, на Верхотурье, в Туринском, на Тюмени, на Пелыме и тех городов и Тоболского уезду в слободах, призывать в новой острог на Исеть реку, на Красной Бор во крестьяне, гулящих и иных вольных охочих добрых людей.
Острог находился на северной стороне реки Исети, на расстоянии полуверсты от её берега, около истока из озера, называемого «Лебяжьим» в сосновом лесу, это место в то время называлось «Красный бор» и первоначально назывался Красноборский острог. В  1651 году уже именуется Исетским острогом.
Конный казак Давыдко Ондреев основал также и Туринскую слободу в 1646 году.У Давыдко Ондреева (около 1620 -до 1676)  было два сына Осип Давыдов (около 1640-1682) и Афанасий Давыдов (р. около 1641). Фамилии в те времена были не у всех, существовали имена и отчества. Дети Осипа и Афанасия  приняли фамилию «Давыдов» по имени деда и записаны в переписи 1683 года.
Осип Давыдов в 1672 году основал слободу Суерскую.
Афанасий Давыдов основал в 1689 году слободу Емуртлинскую.
С 1923 года село Исетское — районный центр.

## Население
| 1683 | 1710 | 1763 | 1782 | 1816 | 1834 | 1858 | 1897 | 1926 | 1989 | 2002 | 2010 | 2021 |
| 261* | 659  | 763  | 505  | 545  | 547  | 619  | 782  | 1067 | 6761 | 7116 | 7479 | 8290 |

261*-численность мужского населения без учета женщин.
| 1959 | 1970  | 1979  | 1989  | 2002  | 2010  | 2021  |
| ---- | ----- | ----- | ----- | ----- | ----- | ----- |
| 1901 | ↗3861 | ↗5337 | ↗6954 | ↗7216 | ↗7479 | ↗8290 |

## Церковь
По переписи 1683 года в Исетском остроге церковь уже стояла  
В остроге церковь во имя Пресвятыя богородицы Казанские да в пределе Алексея человека божия со всякою церковною утварью. Во дворе поп Матвей Пантелеев...» .
В 1816 году на средства прихожан и купца Алексея Кожевникова  построена каменная церковь с  колокольней, покрыта железом; при ней каменная ограда с железными решетками. Престолов в ней два: в холодном – главном, во славу Богоявления Господня, в тёплом – в честь Казанской Божией Матери. Православное кладбище находится к западу от села по направлению к деревне Садковой; когда и с чьего разрешения открыто, достоверно не известно; расстояние от жилых строений 1 верста 30 саженей, длина кладбища 50 саженей (107 м), ширина 38,5 саженей (82 м). Указам Тобольской Духовной Консистории от 21 декабря 1904 года площадь кладбища увеличена на 25 саженей (53 м) в длину. Другое кладбище находится около самой церкви, в 1902 году огорожено и засажено деревьями.
В приходе три деревянные часовни: в д. Солобоевой часовня-школа, построена в 1903 г.; в д. Бархатовой, построена в 1904 г. и на приходском кладбище.
В приходе три училища Министерства Народного Просвещения: в селе Исетском - двуклассное, учреждено в 1910 г.; д. Сизиковой, учреждено в 1910 г.; д. Пастуховой - одноклассное, учреждено в 1904 г. Церковная школа грамоты в д. Солобоевой, открыта в часовне в 1903 году. 
В советское время  церковь была разрушена, в 1990-е годы  на месте церкви установлен Поклонный крест. В 2001 году построен новый храм.

## Экономика
В районе выращивают пшеницу, рожь, ячмень, овёс, гречиху, горох, картофель.

## Достопримечательности
Древние поселения и могильники (XII—XI вв. до н. э.), здания церквей (конец XVII—XVIII вв.).
Архитектурный памятник: здание сельской больницы (1792 год).

## Известные люди, побывавшие в селе Исетском
- Миллер, Герхард Фридрих – с 27 сентября по 2 октября 1741 посетил Бешкильскую слободу и Исетский острог[31]